# Niditinea piercella
Niditinea piercella är en fjärilsart som beskrevs av Bentinck 1935. Niditinea piercella ingår i släktet Niditinea och familjen äkta malar. Inga underarter finns listade i Catalogue of Life.